# Libanongebirge
Das Libanon-Gebirge (arabisch جبل لبنان Dschabal Lubnan, syrisch-aramäisch ܛܘܪ ܠܒܢܢ; ṭūr lébnon) ist eine Gebirgskette, die sich vom Norden des Libanon etwa 160 km parallel zur Mittelmeerküste erstreckt und praktisch das gesamte Staatsgebiet nach Südwesten hin durchquert. Das Gebirge ist Namensgeber des Libanon, dessen Bevölkerung sich hier gegen die von Osten anrückenden Gegner schützte. Das Gebirge diente insbesondere als Rückzugsgebiet religiöser Gemeinschaften wie Drusen, Alawiten und zahlreicher christlicher Gruppierungen.

## Geographie
Die höchste Erhebung ist der Berg Qurnat as-Sauda (‚Schwarzes Horn‘) mit einer Höhe von 3088 Metern, der sich südöstlich von Tripolis erhebt. Im Winter (November bis April) sind die Berggipfel schneebedeckt. Möglicherweise sind sie der Ursprung des Namens, denn laban bedeutet auf Aramäisch „weiß“.
Das Gebirge wird im Norden durch den Fluss al-Nahr al-Kabir (‚großer Fluss‘) von den Nusayriyah-Bergen in Syrien abgegrenzt. Im Süden bildet der al-Qasimiyah-Fluss eine Barriere. Die Länge des Gebirges beträgt insgesamt 169 Kilometer. Die Breite variiert – im Norden bei Tripoli ist es 56,5 km breit; im Süden beträgt die Breite 9,5 km. Der Jabal Sannin, der östlich von Beirut liegt, ist mit 2628 Metern der zweithöchste Berg. Die südlichen Ausläufer des Gebirges werden Chouf genannt. 
Im Osten, parallel zum Libanongebirge, verläuft der Gebirgszug des Anti-Libanons. Beide Gebirge werden von der Bekaa-Ebene getrennt. Im Westen grenzt ein schmaler Küstenstreifen von überwiegend weniger als 5 km und maximal 6,5 km Breite das Gebirge vom Meer ab. Das Libanongebirge besteht hauptsächlich aus Kalkstein, der Verkarstungen aufweist. Dadurch sind zahlreiche Höhlen wie zum Beispiel die Jeita-Grotte entstanden.
Die Berge waren früher – wie von den ältesten schriftlichen Quellen um 2600 v. Chr. bis ins 2. Jahrhundert v. Chr. in römischer Zeit bekannt – mit Eichen- und Pinienwäldern bedeckt. Bis heute finden sich noch (sehr geringe) Restbestände der alten Libanon-Zeder (Cedrus libani). Die Phönizier nutzten die Wälder des Libanon-Gebirges für ihren Schiffbau und handelten mit dem Holz in der gesamten Levante. Von 1864 bis zur Schaffung der modernen Republik Libanon war ein großes Gebiet des Libanongebirges ab Mitte des 19. Jahrhunderts unter dem Namen Mutesarriflik Libanonberg eine halbautonome Provinz des Osmanischen Reichs.